# 克拉科夫省 (14世纪—1795年)
克拉科夫省（拉丁語：Palatinatus Cracoviensis）为14世纪到1772年至1795年属于波兰王国的行政区划和地方政府（参见波兰王国和波兰立陶宛联邦）。为位于西南角的省份，属于小波兰行省。 

## 政府部门所在地
省总督（Wojewoda）所在地：
- 克拉科夫

地区议会（sejmik generalny）所在地： 
- 诺维-米阿斯托-科切恩

## Administrative division
在1397年，克拉科夫省正式分为三个县：
| 行政区划     | 波兰语             | 首府       |
| 普罗索维茨县 | Powiat Proszowicki | 普罗索维茨 |
| 加尔诺维奇县 | Powiat Zarnowiecki | 加尔诺维奇 |
| 克拉科夫县   | Powiat Krakowski   | 克拉科夫   |

在16世纪，县的数量增加为7个：
| 行政区划       | 波兰语             | 首府         |
| 普罗索维茨县   | Powiat Proszowicki | 普罗索维茨   |
| 莱鲁夫县       | Powiat Lelowski    | 莱鲁夫       |
| 史达希尔济科县 | Powiat Szczyrzycki | 史达希尔济科 |
| 克桑兹县       | Powiat Ksiązski    | 克桑兹       |
| 桑迟县         | Powiat Sądecki     | 诺维-桑迟    |
| 别迟县         | Powiat Biecki      | 别迟         |
| 西里西亚县     | Powiat Śląski      |              |

西里西亚县又分为：
- 加托尔公国（Księstwo Zatorskie），首府加托尔
- 奥斯威辛公国（Księstwo Oświęcimskie），首府奥斯威辛

在1676年，根据波兰王国文件，省里的县又做改变：
| 行政区划       | 波兰语             | 首府         |
| 史赫夫县       | Powiat Czchowski   | 史赫夫       |
| 普罗索维茨县   | Powiat Proszowicki | 普罗索维茨   |
| 莱鲁夫县       | Powiat Lelowski    | 莱鲁夫       |
| 史达希尔济科县 | Powiat Szczyrzycki | 史达希尔济科 |
| 克桑兹县       | Powiat Ksiązski    | 克桑兹       |
| 桑迟县         | Powiat Sądecki     | 诺维-桑迟    |
| 别迟县         | Powiat Biecki      | 别迟         |
| 克拉科夫县     | Powiat Krakowski   | 克拉科夫     |

首都位于谢维尔兹的谢维尔兹公国虽然由克拉科夫主教统治，但是直到1792年，其也不属于克拉科夫省。

## 省总督
- 扬·费尔雷耶（16世纪左右）
- 扬·特茨金斯基（1620年－1637年）
- 斯坦尼斯瓦夫·鲁伯米尔斯基（1637年－？）

## 临近省份和地区
- 谢拉兹省
- 桑多梅日省
- 鲁塞尼亚省
- 西里西亚（国外）